# 程述祖
程述祖（？—？），中國清朝官員，江蘇上元人。
監生出身。任諸羅縣縣丞。乾隆十六年（1751年）以縣丞署任台灣彰化縣知縣。管轄約今台灣中西部區域。